# Governatorato di al-Dakhiliyya
Il governatorato di al-Dākhiliyya, fino al 2011 regione di al-Dākhiliyya (in arabo المنطقة الداخلية‎?, al-Minṭaqa al-Dākhiliyya) - ossia Regione Interna - è una suddivisione dell'Oman. La superficie totale è di 31.900 km², la popolazione raggiunge i 267.140 abitanti, secondo il censimento del 2003. La capitale della regione è Nizwa.
Tra le città minori è da segnalare Jabrin, nota per l'enorme fortezza dalla quale è dominata.

## Suddivisioni
La regione è suddivisa nelle province di: Nizwa, Samāʾil, Bahla, Adam, al-Hamrā, Manah, Izki e Bidbid.